# Улица Солнцева (Руза)
Улица Солцева — одна из центральных улиц исторической части города Руза Московской области. Улица носит свое название в честь Героя Советского Союза Сергея Ивановича Солнцева — советского военного деятеля и комиссара партизанского отряда Рузского района.

## Описание
Улица берет свое начало переходя из Красной улицы в районе площади Партизан и далее уходит в северном направлении. Заканчивается на пересечении с Федеративной улицей. По ходу движения с начала улицы ее пересекают Социалистическая улица и Революционная улица. По ходу движения с начала улицы справа примыкает Октябрьская улица.
На всем своем протяжении улица является улицей с двусторонним движением.
Нумерация домов начинается со стороны Красной улицы и площади Партизан.
Почтовый индекс улицы Солнцева — 143103.

## Примечательные здания и сооружения

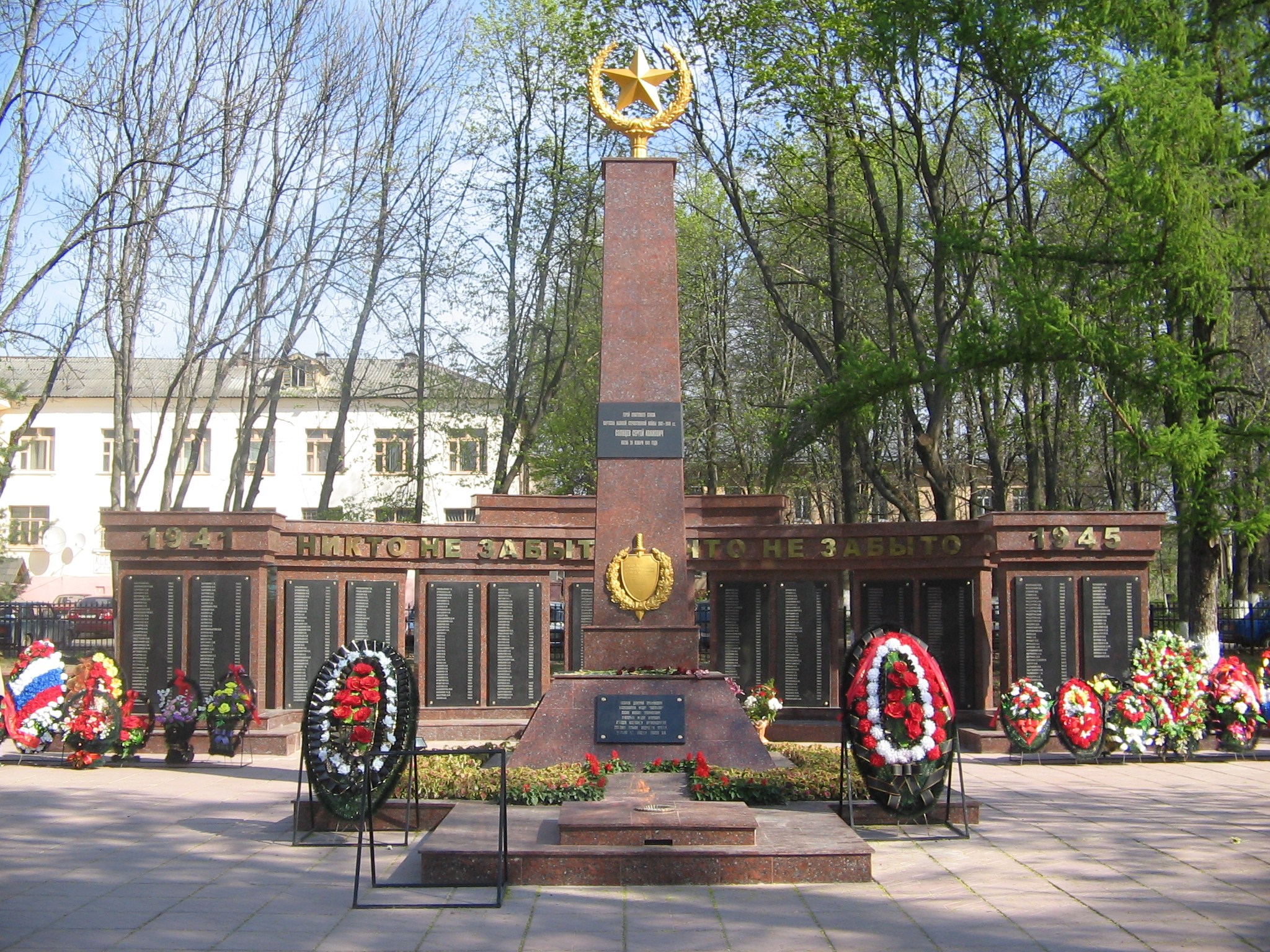
Вечный огонь в сквере на площади Партизан

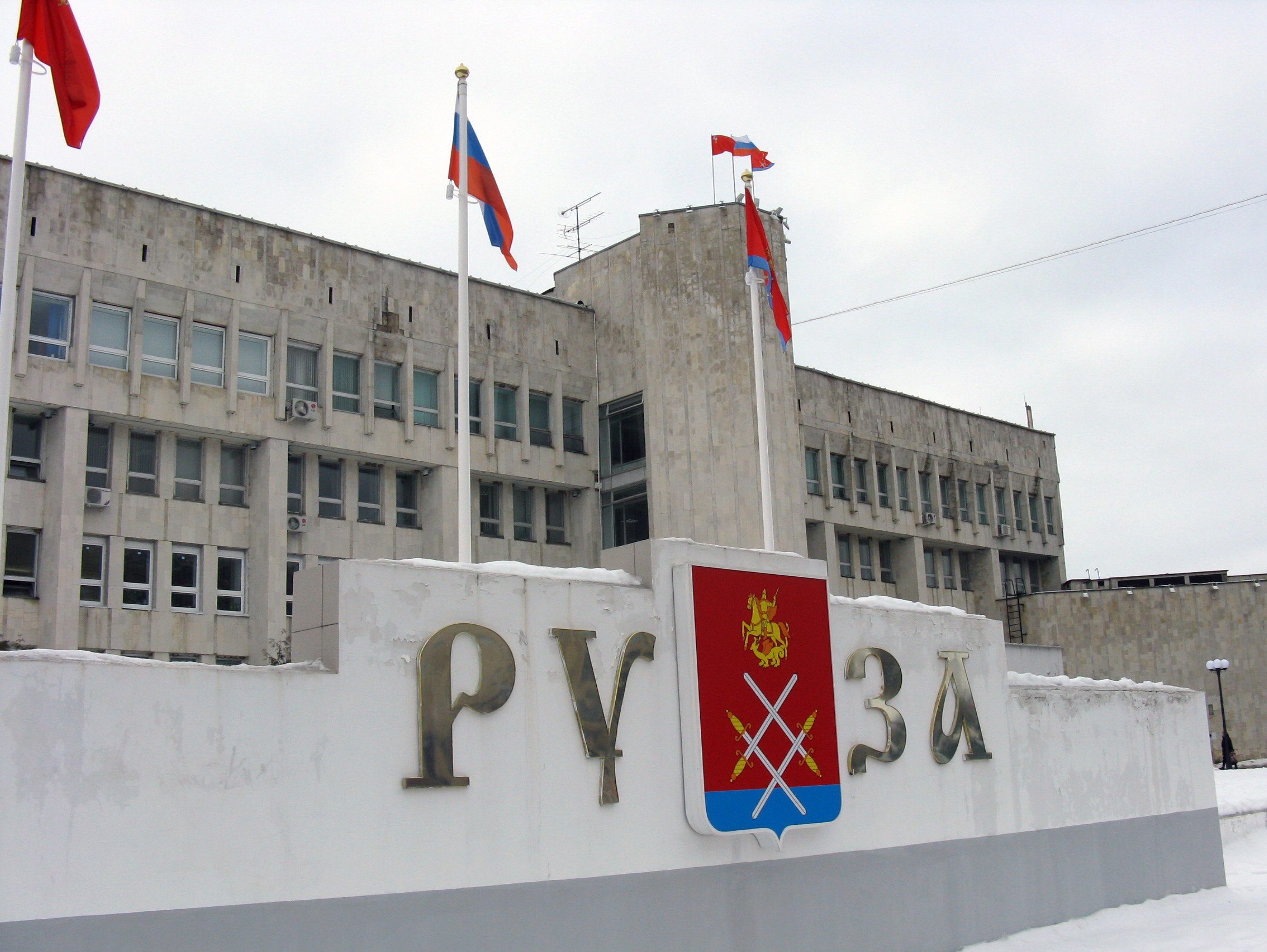
Здание администрация Рузского городского округа

- Архитектурный ансамбль площади Партизан с фонтаном — территория вблизи Воскресенского собора.
- Собор Воскресения Словущего в Рузе — площадь Партизан, владение 21.
- Рузский краеведческий музей — площадь Партизан, владение 14[3]. Музей был открыт в 1906 году и является одним из старейших музеев Московской области[4].
- Памятник Владимиру Ильичу Ленину — во владении 5 (на пересечении улицы с Социалистической улицей).
- Администрация Рузского городского округа — владение 11[5].
- Музей истории Рузской милиции — владение 16[6].
- Часовня Пантелеимона Целителя — пересечение улицы Солнцева и Интернационального переулка.

## Транспорт
По улице проходят городские автобусные маршруты № 21, № 22, № 26/21, № 38, № 41, № 45, № 48 и № 62/21.